# Vincent Vianen
Vincent Vianen (Amsterdam, 28 juli 1984) is een Nederlands danser en choreograaf.

## Biografie
Vianen was in 2003 een van de winnaars van het Amsterdams dansfestival. Hij deed in 2008 met Caoife Coleman mee aan de Britse danswedstrijd Dirty Dancing: The Time of Your Life, waar ze uiteindelijk de tweede plaats haalden. In 2010 startte hij een danscarrière in de Verenigde Staten. Hij danste in producties van Jermaine Jackson, Usher en Cee Lo Green. In 2012 wist hij met zijn crew het RTL 5-programma The Ultimate Dance Battle te winnen. In 2014 won hij het programma Celebrity Pole Dancing. Vianen is hiphop-choreograaf in het dansprogramma So You Think You Can Dance. In 2018 was hij te zien als een van de coaches op The Talent Academy in The Talent Project.
In 2009 sprak hij overige stemmen in voor de Disney-animatiefilm De prinses en de kikker.
In 2017 deed hij als kandidaat mee aan het 17e seizoen van het AVROTROS-televisieprogrammaa Wie is de Mol?. Hij was de eerste afvaller.
In 2022 was Vianen een van de deelnemers aan het 22e seizoen van het RTL 4-programma Expeditie Robinson. Hij viel als veertiende af en eindigde daarmee op de achtste plek.